# 教如
教如（1558年10月27日—1614年11月6日），或稱本願寺教如，諱光壽，是淨土真宗（一向宗）東本願寺派第12代法主。父親是石山本願寺第11代法主顯如。弟准如是西本願寺派第12代法主。

## 生涯

### 石山合戰
元龜元年（1570年），本願寺和織田信長之間發生石山合戰。協助父親顯如，與織田家徹底抗戰。
天正8年（1580年）3月，顯如接受正親町天皇的勅使近衛前久的仲介和織田信長講和，退出石山本願寺，隱居紀伊國鷺森（和歌山縣和歌山市）。但是，教如主張繼續抗爭。因此，教如被顯如「義絕」（斷絕關係），義絕後教如繼續在石山本願寺興兵抵抗。8月，受近衛前久說服，將石山本願寺讓渡信長。教如退出大坂後，流轉紀伊、美濃、飛驒、越前、越中、安藝、播磨各地，繼續反對信長。
天正10年（1582年），本能寺之變，織田信長被害。後陽成天皇建議之下，顯如赦免教如。

### 本願寺繼承
文祿元年（1592年），顯如圓寂後，教如繼承法主。教如重用石山合戰的強硬派，引起和顯如共同撤退到鷺森的穩健派的不滿，教團內部對立。

### 本願寺教團東西分裂
文祿2年（1593年），豐臣秀吉罷黜教如，立准如為法主。慶長3年（1598年），秀吉歿。
慶長7年（1602年），德川家康得後陽成天皇的勅許，寄付京都七條烏丸的四町四方之寺領，是為東本願寺，以教如為法主。
慶長19年10月5日（1614年11月6日），示寂。

## 關連項目
- 真宗大谷派
- 東本願寺（正式名稱・真宗本廟）
- 大谷家
- 真宗大谷派難波別院